# Naturschutzgebiet Ringesbach- und oberes Gleierbachtal
Das Naturschutzgebiet Ringesbach- und oberes Gleierbachtal mit einer Größe von 12,82 ha liegt südlich von Bracht (Schmallenberg) im Stadtgebiet von Schmallenberg. Das Gebiet wurde 2008 mit dem Landschaftsplan Schmallenberg Nordwest durch den Hochsauerlandkreis als Naturschutzgebiet (NSG) ausgewiesen.

## Gebietsbeschreibung
Das NSG ist ein Bachtalkomplex mit Aue; die Bäche sind Gleierbach und Ringesbach. 

## Pflanzenarten im NSG
Im NSG kommen seltene Tier- und Pflanzenarten vor. Auswahl vom Landesamt für Natur, Umwelt und Verbraucherschutz Nordrhein-Westfalen dokumentierter Pflanzenarten: Acker-Minze, Bach-Spatenmoos, Bachbunge, Behaarte Segge, Bitteres Schaumkraut, Blutwurz, Brennender Hahnenfuß, Echtes Mädesüß, Filziges Haarkelchmoos, Frauenfarn, Fuchssches Greiskraut, Gegenblättriges Milzkraut, Spitzlappiger Frauenmantel, Gemeines Beckenmoos, Gewöhnliche Pestwurz, Gewöhnlicher Dornfarn, Großer Dornfarn, Großes Muschelmoos, Hain-Gilbweiderich, Harzer Labkraut, Hasen-Klee, Herbstzeitlose, Himbeere, Kleiner Baldrian, Kleiner Dornfarn, Kleiner Sauerampfer, Kletten-Labkraut, Kriechender Günsel, Kriechender Hahnenfuß, Kuckucks-Lichtnelke, Magerwiesen-Margerite, Quell-Sternmiere, Quirl-Weißwurz, Rosenrotes Weidenröschen, Roter Fingerhut, Salbei-Gamander, Schlangen-Knöterich, Schlank-Segge, Schönes Johanniskraut, Spitzblättriges Spießmoos, Spitzblütige Binse, Stumpfblättriger Ampfer, Sumpf-Dotterblume, Sumpf-Labkraut, Sumpf-Pippau, Sumpf-Schachtelhalm, Sumpf-Vergissmeinnicht, Tamarisken-Thujamoos, Ufer-Schnabeldeckelmoos, Vielblütiges Lippenbechermoos, Wald-Ehrenpreis, Wald-Engelwurz, Wald-Schachtelhalm, Wald-Schaumkraut, Wasser-Minze, Wellenblättriges Katharinenmoos, Welliges Sternmoos, Wiesen-Bärenklau, Wiesen-Flockenblume, Wiesen-Kerbel, Wiesen-Schaumkraut, Winkel-Segge und Wolliges Honiggras. Das Landesamt dokumentierte die Tierarten Birken-Eulenspinner und Weißgraues Flechtenbärchen.

## Schutzzweck
Das NSG soll den Bachtalkomplex mit Aue und mit seinem Arteninventar schützen.
Wie bei allen Naturschutzgebieten in Deutschland wurde in der Schutzausweisung darauf hingewiesen, dass das Gebiet „wegen der Seltenheit, besonderen Eigenart und Schönheit des Gebietes“ zum Naturschutzgebiet wurde.